# Roche-lez-Beaupré
Roche-lez-Beaupré – miejscowość i gmina we Francji, w regionie Burgundia-Franche-Comté, w departamencie Doubs.
Według danych na rok 1990 gminę zamieszkiwały 1663 osoby, a gęstość zaludnienia wynosiła 295 osób/km² (wśród 1786 gmin Franche-Comté Roche-lez-Beaupré plasuje się na 95. miejscu pod względem liczby ludności, natomiast pod względem powierzchni na miejscu 753.).